# 杜積·洛奇赫德
杜積·洛奇赫德（英語：Duggie Lochhead，1904年12月16日－1968年8月29日）是蘇格蘭職業足球運動員及主教練。

## 職業生涯

### 球員生涯
洛奇赫德先後效力過華素爾、聖莊士東及諾域治 ，並在卡諾路球場取得了第一個進球。

### 執教生涯
掛靴後，洛奇赫德在1945年至1946年間及1947年至1950年間執教諾域治，其後指揮171場比賽，取得57場勝、74場負及40場和的成績 。
他又在國外執教，包括土耳其的加拉塔沙雷及荷蘭的荷華高斯。

## 註腳
1. ↑  （英文）.   [2012-05-29]. （原始内容存档于2012-07-22）.
2. ↑  （英文）.   [2012-05-29]. （原始内容存档于2009-12-08）.
3. ↑  （英文）.   [2012-05-29]. （原始内容存档于2020-02-02）.